# Самоподобие
В математиката, самоподобният обект точно или приблизително прилича на част от самия него (тоест целостта има същата форма като една или повече от частите ѝ). Много тела в реалния свят (например бреговите линии) са статистически самоподобни – части от тях проявяват едни и същи статистически свойства в различни мащаби. Самоподобието е типично свойство на фракталите. Мащабната инвариантност е точна форма на самоподобието, при която всякакво увеличение показват по-малка част от обекта, която е подобна на целия обект. Например, страната на кривата на Кох е едновременно симетрична и мащабно инвариантна. тя може да се увеличи трикратно и няма да промени формата си. Нетривиалното подобие, което се наблюдава у фракталите, се отличава с фината си структура или детайлност в произволно малки мащаби. Като контрапример, докато всяка част от една права линия може да прилича на цялата, допълнителни детайли не могат да се открият.
Явление, развиващо се с времето, може да проявява самоподобие, ако числената стойност на определена наблюдаема величина {\displaystyle f(x,t)}, измервана на определени времена, е различна, но съответстващата безмерна величина за дадена стойност на {\displaystyle x/t^{z}} остава инвариантна. Това се случва, когато величината {\displaystyle f(x,t)} проявява динамично мащабиране. Идеята е просто разширение на идеята за подобие между два триъгълника – те са подобни, когато числената стойност на страните им са различни, но съответните безмерни величини (техните ъгли) съвпадат.
| „ | Ако части от фигурата представляват малки реплики на цялата фигура, тогава фигурата е самоподобна. ... Фигурата е строго самоподобна, ако може да се разложи на части, които са точни реплики на цялата фигура, като това важи за всяка произволна част от фигурата. | “ |

Самоподобието има голямо значение при проектирането на компютърни мрежи, тъй като обичайният мрежов трафик има самоподобни свойства. В телеграфното инженерство, трафикът на данните е статистически самоподобен. Това означава, че моделите, използващи само на разпределение на Поасон, са неточни, а мрежите, които са проектирани без да се вземе предвид самоподобието им, имат голяма вероятност да работят по непредвидени начини. По сходен начин, движенията на фондовия пазар също проявяват самоподобие. Самоподобие се среща и в природата, например при някои растения (Brassica oleracea).

## Определение
Компактно топологично пространство X е самоподобно, ако съществува такова крайно множество S, което индексира набор от несюрективни хомеоморфизми {\displaystyle \{f_{s}:s\in S\}}, за които
{\displaystyle X=\bigcup _{s\in S}f_{s}(X)}
Ако {\displaystyle X\subset Y}, тогава X е самоподобно, ако е единственото непразно подмножество на Y, така че горното уравнение да важи за {\displaystyle \{f_{s}:s\in S\}}. Тогава
{\displaystyle {\mathfrak {L}}=(X,S,\{f_{s}:s\in S\})}
е самоподобна структура. Хомеоморфизмите подлежат на итерация, което води до система на итерирана функция. Функционалният състав създава алгебричната структура на моноид. Когато множеството S има само два елемента, тогава става въпрос за двоичен моноид. Той може да се визуализира като безкрайно двоично дърво. С други думи, ако множеството S има p елемента, тогава моноидът може да се представи като p-адично дърво.
Автоморфизммите на двойния моноид е модуларната група. Те могат да се изобразят като хиперболични ротации на двоичното дърво.